# Euproctis leontocephala
Euproctis leontocephala är en fjärilsart som beskrevs av Collenette 1938. Euproctis leontocephala ingår i släktet Euproctis och familjen tofsspinnare. Inga underarter finns listade i Catalogue of Life.